# Église du Sacré-Cœur-de-Jésus de Medellín
L’église du Sacré-Cœur-de-Jésus (en espagnol : Iglesia del Sagrado Corazón de Jesús) est un lieu de culte catholique romain dédié au Sacré-Cœur, qui est situé  dans le quartier Sagrado Corazón, à Medellín, en Colombie.

Elle a été déclarée monument national de Colombie en 1998. Elle fait partie de l’archidiocèse de Medellín.